# بوره ييسن
كان بُورُه كريستيان يِيسن (بالدنماركية: Børge Christian Jessen) (19 يونيو 1907 - 20 مارس 1993) رياضياتيًا دنماركيًا اشتهر بعمله في التحليل، وتحديدًا في دالة زيتا لريمان، وفي الهندسة، وتحديدًا على مسألة هيلبرت الثالثة [الإنجليزية]
.